# 广东省历史文化名镇
广东省已公布多批广东省历史文化名镇。
- 第一批广东省历史文化名镇：2008年9月26日[1]，3个镇
- 第二批广东省历史文化名镇：2009年12月3日，7个镇[2]
- 第三批广东省历史文化名镇：2012年5月28日，9个镇

## 分市名单

### 揭阳市

#### 普宁市
- 洪阳镇（1，同年升格为中国历史文化名镇）

### 惠州市

#### 惠阳区
- 秋长镇（1，同年升格为中国历史文化名镇）

### 梅州市

#### 大埔县
- 三河镇（1，2014年升格为中国历史文化名镇）

### 佛山市

#### 顺德区
- 龙江镇（2）

#### 南海区
- 西樵镇（3，已升格为第六批中国历史文化名镇）

### 韶关市

#### 南雄市
- 珠玑镇（2）

### 梅州市

#### 大埔县
- 百侯镇（2，已升格为中国历史文化名镇）
- 茶阳镇（3，已升格为第六批中国历史文化名镇）

#### 梅县区
- 松口镇（3，已升格为第六批中国历史文化名镇）

### 东莞市
- 虎门镇（2）
- 石龙镇（2，已升格为中国历史文化名镇）

### 中山市
- 南朗镇（2）
- 黄圃镇（2，已升格为中国历史文化名镇）

### 珠海市

#### 斗门区
- 斗门镇（3，已升格为第六批中国历史文化名镇）

### 茂名市

#### 信宜市
- 镇隆镇（3）

#### 茂南区
- 鳌头镇（3）

### 清远市

#### 英德市
- 浛洸镇（3）

### 潮州市

#### 潮安区
- 龙湖镇（3）

### 云浮市

#### 罗定市
- 罗镜镇（3）